# پویانمایی رایانه‌ای

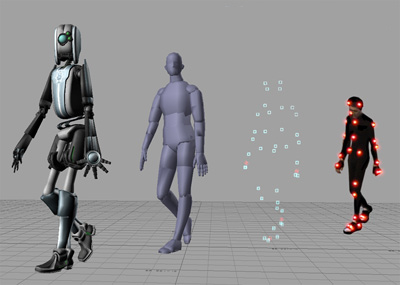
یک پویانمایی رایانه‌ای که توسط تکنیک موشن کپچر ساخته شده‌است

پویانمایی رایانه‌ای یا انیمیشن کامپیوتری: (به انگلیسی: Computer animation) هنر ساخت تصاویر متحرک و پویا با استفاده از رایانه و پویا افزارها است که یکی از زیرمجموعه‌های گرافیک رایانه‌ای و پویانمایی است. بیشتر به وسیلهٔ گرافیک ۳بعدی رایانه ساخته می‌شود، هرچند که از گرافیک ۲بعدی رایانه هم هنوز به‌طور وسیع برای کارهای کم حجم و رندرینگ بی‌درنگ سریع استفاده می‌شود. گاهی هدف پویانمایی خود رایانه‌است ولی گاهی هم هدف رسانه دیگری است، مانند فیلم. همچنین از آن به عنوان یک سی‌جی‌آی (تصورات ساختهٔ رایانه یا پندار ساختهٔ رایانه) یاد می‌شود، به ویژه هنگامی که از آن در فیلم‌ها استفاده می‌شود.
برای اینکه تصور حرکت تصاویر ثابت ایجاد شود، تصاویر ثابت پشت سر هم به نمایش در می‌آیند. به این صورت که یک تصویر روی صفحهٔ رایانه یا تلویزیون یا پرده سینما نمایش می‌یابد و سپس فوراً با یک تصویر تازه که شبیه به تصویر پیشین است ولی کمی با آن تفاوت دارد، جایگزین می‌شود. این همان تکنیکی است که در تلویزیون و فیلم از آن استفاده می‌شود.
پویانمایی رایانه‌ای، جانشین دیجیتالی (ارقامی) بی چون و چرای هنر پویانمایی حرکتِ ثابت (stop motion) مدل‌های ۳بعدی و فریم (قاب) به فریم تصاویر ۲بعدی است. برای پویانمایی‌های ۳بعدی، اشیاء (مدل‌ها) روی نمایشگر رایانه ساخته (مدل‌سازی) می‌شوند و پیکرهای ۳بعدی به یک اسکلت مجازی مجهز می‌شوند. برای متحرک کردن پیکره‌های ۲بعدی، از اشیاء (تصاویر) جدا و لایه‌های شفاف جدا استفاده می‌شود، با یا بدون اسکلت مجازی. سپس، دست و پا، چشم‌ها، دهان، لباس و دیگر اجزای پیکر، به وسیلهٔ انیماتور در فریم‌های کلیدی جابجا می‌شوند. تفاوت‌های ظاهری بین فریم‌های کلیدی، به صورت خودکار توسط رایانه در فرایندی مشهور به توینینگ (tweening) یا مورفینگ (morphing) محاسبه می‌شود. در پایان، پویانمایی رندر(render) می‌شود.
در پویانمایی‌های ۳بعدی، همهٔ فریم‌ها باید پس از اینکه مدل‌سازی پایان یافت ارائه شوند. در پویانمایی‌های ۲بعدی برداری، فرایند رندرینگ فریم کلیدی فرایند تصویرسازی است، درحالی‌که فریم‌های میانی (بینی) چنان‌که لازم باشند رندر می‌شوند. برای نمایش‌های از پیش ضبط شده، فریم‌های رندر شده، به یک فرمت یا رسانهٔ دیگر مانند فیلم یا تصویر دیجیتال منتقل می‌شوند. همچنین ممکن است فریم‌ها به صورت بی‌درنگ درحالی‌که به کاربر نهایی نمایش داده می‌شود رندر شوند. پویانمایی‌های کم‌حجمی که به‌وسیلهٔ اینترنت ارسال می‌شوند (مانند فلش‌های ۲بعدی، X3D و…) معمولاً از نرم‌افزاری در رایانهٔ کاربر نهایی به عنوان یک جریان متناوب یا پویانمایی حجیم از پیش بار(Load) شده برای رندرینگ بی‌درنگ استفاده می‌کنند.

## انواع پویانمایی رایانه‌ای
بر اساس کاربرد، نوع و شکل نمایش و مشخصات تکنیکی، برای پویانمایی‌های رایانه‌ای فرمت‌ها و انواع زیر را می‌توان قائل شد:
۱- پویانمایی‌های ۲ بعدی فلش (flash animation) - این پویانمایی‌ها که معمولاً به صورت فایلهایی با پسوند swf ذخیره می‌شوند، برای پخش نیازمند نرم‌افزار خاص خود می‌باشند. به دلیل سادگی در تولید و حجم کوچک فایل بسیاری از پدید آورندگان پویانمایی‌های دوبعدی و نیز سازندگان تبلیغات اینترنتی، این نوع پویانمایی را ترجیح می‌دهند. پویانمایی‌های فلش، به جای ذخیره کردن تصویر، اطلاعات برداری (vector) را ذخیره نموده و طی برنامه زمان‌بندی طراحی شده توسط انیماتور، در زمان پخش آن را ترسیم می‌نماید. در پویانمایی‌های فلش، تصاویر و رنگها معمولاً تخت و فاقد جلوه‌های ۳بعدی و رنگهای متنوع هستند. این مشخصه (که گاهی با دقت و تلاش انیماتور غیرقابل تشخیص می‌شود) گاهی به عنوان یک مزیت و گاه نیز به عنوان یک محدودیت برای این‌گونه پویانمایی‌ها شمرده می‌شوند.

یک پویانمایی با فرمت gif

۲- پویانمایی‌های ۲ بعدی فلت (flat) - این پویانمایی‌ها، در حقیقت تعداد معینی تصویرهای (raster) است که با سرعت معینی پشت سر هم نمایش داده می‌شوند. مشهورترین فرمت فایلهای فلت (gif) است. به دلیل حجم بسیار زیاد، این فرمت‌ها به دلیل عدم محدودیت در رنگ و شکلها، گاهی برای جلوه‌های کوتاه مدت و تکراری (reciprocating short motion) در صفحات وب بکار می‌رود. پویانمایی‌های فلت ۲ بعدی دارای کاربرد فراوانی در تولید فیلم‌های پویانمایی دارند. در حقیقت تمام آنچه روی صفحهٔ نمایشگرها تماشا می‌کنیم، پویانمایی‌های ۲ بعدی فلت هستند. در تولید پویانمایی‌های ۲بعدی فلت، فریم‌های کلیدی و فریم‌های میانی همچنان نقش مهمی دارند؛ که پهلوانان و رنگ عشق از جمله این دسته از پویانمایی‌های رایانه‌ای می‌باشد.
۳- پویانمایی‌های ۳ بعدی فلت - با گسترش توانایی‌های رایانه‌ها و نمایشگرهای مدرن، نرم‌افزارها و انیماتورها قادر شدند تا سایه روشنهایی با دقت و تفکیک بسیار بالا تولید کنند. تلفیق این توانایی با نرم‌افزارهایی که اشیاء و صحنه‌ها را در آن‌ها می‌توان به صورت مدل ۳ بعدی ترسیم نمود، عملاً نسل جدیدی از پویانمایی را ایجاد نمود که در تولید آن‌ها نیازی به فریم نیست و همهٔ کارها توسط نرم‌افزار انجام می‌شود. پویانمایی‌های ۳ بعدی فلت به دلیل بالا بودن دقت سایه روشن‌ها، زوایا و پرسپکتیو در تصویر بسیار شبیه تصاویر دنیای حقیقی می‌باشند.
۴- پویانمایی‌های ۳ بعدی مجازی - از آنجا که مغز توانایی دارد که با تلفیق تصویر دریافت شده از دو چشم و همپوشانی آن‌ها عمق را در فضا درک نماید، می‌توان با نشان دادن دو تصویر هم‌زمان به هر یک از چشمها، محیط ۳بعدی را در مغز شبیه‌سازی نمود. برای اینکار، سازنده، تصویر ۳بعدی مورد نظر را از ۲ نقطه دید (که حدود ۶ سانتیمتر با هم فاصله داشته باشند) ضبط می‌نماید و نمایش می‌دهد. به این ترتیب، تماشاگر با کمک ابزار خاصی که قادر است این دو تصویر را برای هر چشم به‌طور جداگانه نمایش دهد، تصویر را به صورت کاملاً ۳بعدی می‌بیند. سالن‌های نمایش سینمایی ۳ بعدی مثالی از این تصاویر می‌باشند. عمق این تصاویر گاه چنان است که بیننده احساس می‌کند قادر است اشیا را لمس نماید.
۵- پویانمایی‌های ۳بعدی حقیقت مجازی - از این نوع پویانمایی در سطح گسترده‌ای برای بازی‌های رایانه‌ای استفاده می‌شود. با ذخیره شدن مدل ۳بعدی فضاها و اشیاء، رایانه در زمان نمایش تصویر مورد نیاز را آنی محاسبه و ترسیم می‌کند. از این تکنیک همچنین برای آموزش خلبانان و مانند آن نیز استفاده می‌شود. تفاوت پویانمایی‌های حقیقت مجازی با تصاویر ۳بعدی مجازی، در این است که در حقیقت مجازی، هیچ حرکت و واکنشی از قبل خلق نشده و صرفاً بر اساس واکنش یا دستور تماشاگر تصویر خلق می‌شود و این تصور ایجاد می‌شود که بیننده در فضایی مجازی در حال حرکت است.
۶- پویانمایی‌های تلفیقی - در این پویانمایی‌ها که کاربرد فراوانی در صنعت فیلم‌سازی دارند، بخشی از تصاویر واقعی بوده (از صحنه‌های واقعی تصویر برداری می‌شوند) و تنها بخشی از تصویر به کمک نرم‌افزار به آن اضافه می‌شود. جلوه‌های ویژه سینمایی از فراوان‌ترین مثالهای این پویانمایی‌ها می‌باشند. خطرات و مشکلات تصویرسازی صحنه‌هایی مانند آتش‌سوزی، انفجار و… کاربرد این پویانمایی را برای تولیدکنندگان بسیار جذاب نموده‌است. افسانه گل نور، هفت رنگ و فرزندان آفتاب نمونه‌هایی از این گروه می‌باشند.

## متدهای متحرک سازی

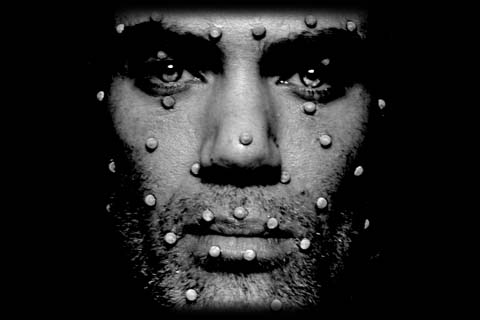
موشن کپچر صورت

در بیشتر سیستم‌های تصاویر متحرک ۳ بعدی، یک طراح نمونه ساده ای از ساختار شی متحرک را که شبیه استخوان‌بندی یا تصویر کارتونی چوبی می‌باشد را ایجاد می‌کند. موقعیت هر قطعه از مدل اسکلتی توسط متغیرهای انیمیشن که به اختصار (Avar) می‌نامیم، مشخص می‌شود. در کارکترهای انسانی و حیوان، بیشتر قسمت‌های مدل اسکلتی به اسکلت بندی واقعی مرتبط است اما تصاویر متحرک اسکلتی برای نمایش چیزهای دیگری با سیمای ظاهری نیز استفاده می‌شود (در نتیجه روش‌های دیگر متحرک‌سازی چهره وجود دارند).
بعنوان مثال شخصیت «وودی» در انیمیشن داستان اسباب‌بازی از ۷۰۰ متغیر انیمیشن (آواتار) که ۱۰۰ تای آن فقط مختص چهره است استفاده می‌کند. کامپیوتر معمولاً پردازش تصویری (رندر کردن) مدل اسکلتی را به‌طور مستقیم انجام نمی‌دهد (قابل دیدن نمی‌باشد) , اما از مدل اسکلتی برای پردازش و تعیین موقعیت دقیق و جهت کاراکترهای مشخص استفاده می‌نماید که در نهایت منجر به پردازش و تولید یک تصویر می‌شود. ازاین رو با تغییر مقادیر متغیرهای انیمیشن در مقاطع زمانی، طراح با حرکت کاراکترها از یک فریم به فریم دیگر، یک تصویر متحرک ایجاد می‌کند.
چندین روش برای ایجاد متغیرهای انیمیشن (آواتر) که بتوانند حرکات طبیعی ایجاد کنند وجود دارد. به‌طور معمول، طراحان این کار را به صورت دستی انجام می‌دهند به عوض اینکه آواتر را برای هر فریم تنظیم نمایند. آنها معمولاً آواترها را در نقاطی کلیدی فریم‌ها تنظیم می‌کنند و بقیه قسمت‌ها توسط کامپیوتر و طی فرآیندی که "فریم کلیدی” نامیده می‌شود انجام می‌گیرد. فریم کلیدی امکان کنترل تصاویر را در اختیار طراح قرار می‌دهد که ریشه در روش‌های متحرک‌سازی دستی دارد.
در مقایسه، روش جدید دیگری به نام «ضبط حرکت» یا «موشن کپچر» از گام بندی به صورت زنده استفاده می‌کند. زمانی‌که روش گام بندی زنده در متحرک‌سازی تصاویر در یک سیستم کامپیوتری اجرا می‌شود، یک بازیگر واقعی در خارج از صحنه واقعی بازی می کند اما به گونه ای است که انگار در صحنه اجرا می‌شود. حرکات این بازیگر توسط دوربین ویدئویی و علامت گذارها در سیستم کامپیوتر ضبط می‌شود و در مرحله بعد، از این حرکات برای حرکات کارکترهای انیمیشن استفاده می‌شود.
هر کدام از این روش‌ها مزیت‌هایی دارند که در روش مربوط به ۲۰۰۷, بازی‌ها و فیلم‌ها از یک یا هر دو روش برای تولید استفاده می‌کنند. تصاویر متحرک فریم بندی کلیدی می‌توانند حرکاتی ایجاد نمایند که اجرای آن‌ها غیرممکن یا بسیار دشوار است در حالی که روش ضبط حرکت می‌تواند حرکات ظریف یک بازیگر خاص را باز تولید نماید. بطور مثال در فیلم دزدان دریایی کارائیب: صندوقچه مرد مرده، بیل نای (بازیگر) نقش کارکتر دیوی جونز را اجرا کرد. اگرچه دیگی حضور فیزیکی در فیلم نداشت، اما فیلم از اجرای او با ضبط حرکات جزئی بدنی، طرز ایستادن و حالت چهره او و … بهره برده‌است؛ بنابراین سیستم ضبط حرکات در مواقعی که نیاز به حرکات و رفتار طبیعی و قابل باور نیاز باشد بسیار کارا خواهد بود. ,اما مدل کاراکترهای مورد نیاز از آنچه توسط گریم‌های عرفی معمول قابل انجام است پیشی می‌گیرد.

## انیمیشن‌های کامپیوتری
فیلم‌پیشروی «داستان اسباب‌بازی» اولین انیمیشن بلند کامپیوتری است که توسط شرکت انیمیشن‌سازی پیکسار (با مشارکت شرکت والت دیزنی) در سال ۱۹۹۵ منتشر شد. از آن زمان تا کنون انواع انیمیشن‌های کامپیوتری توسط شرکت انیمیشن‌سازی نظیر پیکسار، دریم‌ورکس انیمیشن، بلو اسکای استودیو، والت دیزنی پیکچرز، سونی پیکچرز انیمیشن، و… ساخته و منتشر می‌شوند.
| فیلم                                        | تاریخ انتشار |
| ------------------------------------------- | ------------ |
| داستان اسباب‌بازی                            | ۱۹۹۵         |
| زندگی یک حشره                               | ۱۹۹۸         |
| مورچه‌ای به نام زی                           | ۱۹۹۸         |
| داستان اسباب‌بازی ۲                          | ۱۹۹۹         |
| دایناسور                                    | ۲۰۰۰         |
| فرار مرغی                                   | ۲۰۰۰         |
| شرکت هیولاها                                | ۲۰۰۱         |
| شرک                                         | ۲۰۰۱         |
| عصر یخبندان                                 | ۲۰۰۲         |
| در جستجوی نمو                               | ۲۰۰۳         |
| شگفت‌انگیزان                                 | ۲۰۰۴         |
| شرک ۲                                       | ۲۰۰۴         |
| داستان کوسه                                 | ۲۰۰۴         |
| کبوتر بی‌باک                                 | ۲۰۰۵         |
| جوجه کوچولو                                 | ۲۰۰۵         |
| ماداگاسکار                                  | ۲۰۰۵         |
| والاس و گرومیت: نفرین موجود خرگوش‌نما        | ۲۰۰۵         |
| ربات‌ها                                      | ۲۰۰۵         |
| عروس مرده                                   | ۲۰۰۵         |
| دنیای وحش                                   | ۲۰۰۶         |
| ماشین‌ها                                     | ۲۰۰۶         |
| آن سوی پرچین                                | ۲۰۰۶         |
| برآب‌رفته                                    | ۲۰۰۶         |
| عصر یخبندان: ذوب                            | ۲۰۰۶         |
| هورتون صدایی می‌شنود                         | ۲۰۰۶         |
| فصل شکار                                    | ۲۰۰۶         |
| آرتور و نامرئی‌ها                            | ۲۰۰۶         |
| خوش‌قدم                                      | ۲۰۰۶         |
| رئیس مزرعه                                  | ۲۰۰۶         |
| ملاقات با رابینسون‌ها                        | ۲۰۰۷         |
| راتاتویی                                    | ۲۰۰۷         |
| شرک ۳                                       | ۲۰۰۷         |
| فیلم زنبور                                  | ۲۰۰۷         |
| موج سواری                                   | ۲۰۰۷         |
| وال-ئی                                      | ۲۰۰۸         |
| تیزپا                                       | ۲۰۰۸         |
| پاندای کونگ فوکار                           | ۲۰۰۸         |
| ماداگاسکار: فرار به آفریقا                  | ۲۰۰۸         |
| بالا                                        | ۲۰۰۹         |
| هیولاها دربرابر بیگانگان                    | ۲۰۰۹         |
| عصر یخبندان: آغاز دایناسورها                | ۲۰۰۹         |
| ابری با احتمال بارش کوفته‌قلقلی              | ۲۰۰۹         |
| آقای فاکس شگفت‌انگیز                         | ۲۰۰۹         |
| کورالاین                                    | ۲۰۰۹         |
| مری و مکس                                   | ۲۰۰۹         |
| ۹                                           | ۲۰۰۹         |
| داستان اسباب‌بازی ۳                          | ۲۰۱۰         |
| گیسوکمند                                    | ۲۰۱۰         |
| چگونه اژدهای خود را تربیت کنیم              | ۲۰۱۰         |
| شرک ۴                                       | ۲۰۱۰         |
| ابرذهن                                      | ۲۰۱۰         |
| من نفرت‌انگیز                                | ۲۰۱۰         |
| ماشین‌ها ۲                                   | ۲۰۱۱         |
| پاندای کونگ‌فوکار ۲                          | ۲۰۱۱         |
| گربه چکمه‌پوش                                | ۲۰۱۱         |
| ریو                                         | ۲۰۱۱         |
| آرتور کریسمس                                | ۲۰۱۱         |
| رنگو                                        | ۲۰۱۱         |
| هاپ                                         | ۲۰۱۱         |
| خوش قدم ۲                                   | ۲۰۱۱         |
| دلیر                                        | ۲۰۱۲         |
| رالف خرابکار                                | ۲۰۱۲         |
| ماداگاسکار ۳: تحت تعقیب‌ترین‌های اروپا        | ۲۰۱۲         |
| ظهور نگهبانان                               | ۲۰۱۲         |
| عصر یخبندان: رانش قاره‌ای                    | ۲۰۱۲         |
| دزدان دریایی! گروهی از ناجورها              | ۲۰۱۲         |
| هتل ترانسیلوانیا                            | ۲۰۱۲         |
| فرنکن‌وینی                                   | ۲۰۱۲         |
| پارانورمن                                   | ۲۰۱۲         |
| لوراکس                                      | ۲۰۱۲         |
| دانشگاه هیولاها                             | ۲۰۱۳         |
| هواپیماها                                   | ۲۰۱۳         |
| منجمد                                       | ۲۰۱۳         |
| خانواده کرودها (غارنشین‌ها)                  | ۲۰۱۳         |
| توربو                                       | ۲۰۱۳         |
| حماسه                                       | ۲۰۱۳         |
| ابری با احتمال بارش کوفته قلقلی ۲           | ۲۰۱۳         |
| من نفرت‌انگیز ۲                              | ۲۰۱۳         |
| هواپیماها: حریق و نجات                      | ۲۰۱۴         |
| شش قهرمان بزرگ                              | ۲۰۱۴         |
| آقای پیبادی و شرمن                          | ۲۰۱۴         |
| چگونه اژدهای خود را تربیت کنیم ۲            | ۲۰۱۴         |
| پنگوئن‌های ماداگاسکار                        | ۲۰۱۴         |
| ریو ۲                                       | ۲۰۱۴         |
| عروسک‌های جعبه‌ای                             | ۲۰۱۴         |
| درون و بیرون                                | ۲۰۱۵         |
| دایناسور خوب                                | ۲۰۱۵         |
| خانه                                        | ۲۰۱۵         |
| فیلم بادام زمینی                            | ۲۰۱۵         |
| هتل ترانسیلوانیا ۲                          | ۲۰۱۵         |
| شان گوسفند                                  | ۲۰۱۵         |
| مینیون‌ها                                    | ۲۰۱۵         |
| فهرست مقدس                                  | ۲۰۱۵         |
| زوتوپیا                                     | ۲۰۱۶         |
| در جستجوی دوری                              | ۲۰۱۶         |
| موانا                                       | ۲۰۱۶         |
| پاندای کونگ‌فوکار ۳                          | ۲۰۱۶         |
| ترول‌ها                                      | ۲۰۱۶         |
| عصر یخبندان: مسیر برخورد                    | ۲۰۱۶         |
| پرندگان خشمگین                              | ۲۰۱۶         |
| زندگی پنهان حیوانات خانگی                   | ۲۰۱۶         |
| آواز                                        | ۲۰۱۶         |
| کوبو و دو تار                               | ۲۰۱۶         |
| ماشین‌ها ۳                                   | ۲۰۱۷         |
| کوکو                                        | ۲۰۱۷         |
| بچه رئیس                                    | ۲۰۱۷         |
| کاپیتان زیرشلواری: اولین فیلم حماسی         | ۲۰۱۷         |
| فردیناند                                    | ۲۰۱۷         |
| اسمورف‌ها: دهکده گمشده                       | ۲۰۱۷         |
| ایموجی                                      | ۲۰۱۷         |
| ستاره                                       | ۲۰۱۷         |
| من نفرت‌انگیز ۳                              | ۲۰۱۷         |
| شگفت‌انگیزان ۲                               | ۲۰۱۸         |
| رالف اینترنت را خراب می‌کند                  | ۲۰۱۸         |
| هتل ترانسیلوانیا ۳                          | ۲۰۱۸         |
| مرد عنکبوتی: به درون دنیای عنکبوتی          | ۲۰۱۸         |
| انسان‌های نخستین                             | ۲۰۱۸         |
| گرینچ                                       | ۲۰۱۸         |
| جزیره سگ‌ها                                  | ۲۰۱۸         |
| داستان اسباب‌بازی ۴                          | ۲۰۱۹         |
| منجمد ۲                                     | ۲۰۱۹         |
| چگونه اژدهای خود را تربیت کنیم: دنیای پنهان | ۲۰۱۹         |
| زشت                                         | ۲۰۱۹         |
| جاسوسان نامحسوس                             | ۲۰۱۹         |
| پرندگان خشمگین ۲                            | ۲۰۱۹         |
| زندگی پنهان حیوانات خانگی ۲                 | ۲۰۱۹         |
| خانواده آدامز                               | ۲۰۱۹         |